# ベカ・ツィクラウリ
ベカ・ツィクラウリ（グルジア語: ბექა წიკლაური、グルジア語ラテン翻字: Beka Tsiklauri、1989年2月9日 – ）は、ジョージアのラグビーユニオン選手。ラグビージョージア代表にてプレー。ポジションは主にフルバック。
彼はRCロコモティヴィ・トビリシに所属し、代表選手にも選出された。ジョージア代表初キャップは2008年であり、通算27キャップ。これまでに4トライ、11コンバージョンゴール、15ペナルティゴール、2ドロップゴールで、計93得点。2015年ラグビーワールドカップでは2試合に出場し、オールブラックス戦で1トライを挙げた。